# کانگ سونگ جین
کانگ سونگ جین (کره‌ای: 강성진؛ زادهٔ ۱۳ ژانویه ۱۹۷۱) بازیگر اهل کره جنوبی است. او به عنوان نقش اصلی در فیلم‌های انسان‌گرا (۲۰۰۱)، ای‌پی‌تی (۲۰۰۶)، مأموریت ممکن: ربودن مادر بزرگ کِی (۲۰۰۷) و زندگی باحال است (۲۰۰۸) بازی کرده‌است. از آثار دیگری که در آنها ایفای نقش کرده‌است می‌توان به کارل رو بگیر! اوه سوجونگ، ناخواهری سیندرلا و آه گوم‌بی من اشاره کرد.